# El Palmerar
El Palmerar és un parc d'Alacant, situat a l'avinguda d'Elx, al barri alacantí del Palmerar-Urbanova-Tabarca (País Valencià), enfront de la mar Mediterrània. Es tracta d'una extensió de palmeres, actualment reconvertit en un parc públic, que té el seu origen en un antic palmerar semblant al Palmerar d'Elx i el d'Oriola, ideat com a forma de cultiu en zones semiàrides pels musulmans durant l'ocupació andalusina.
Aquest palmerar alacantí va inspirar la primera estrofa de l'himne de la ciutat que fa referència a «les palmeres de junt al mar».

## Història
Va pertànyer en els seus orígens a la finca El Carmen. A la fi del segle xix, es va degradar amb la inauguració del ferrocarril a Múrcia (1884) i l'augment del port cap a aquest. A més, van començar a instal·lar-se fàbriques i magatzems al llarg de la platja del Baver. El ferrocarril i la carretera no solament van afectar el palmerar directament amb la disminució de les seues dimensions, sinó que el van separar i aïllar de la mar mitjançant una sòlida barrera.
La creació i extensió del barri de Sant Gabriel entre 1910 i 1930 i la instal·lació d'una indústria d'alumini entre 1952 i 1956 també van suposar dos nous perjudicis per a l'extensió i pervivència del Palmerar.

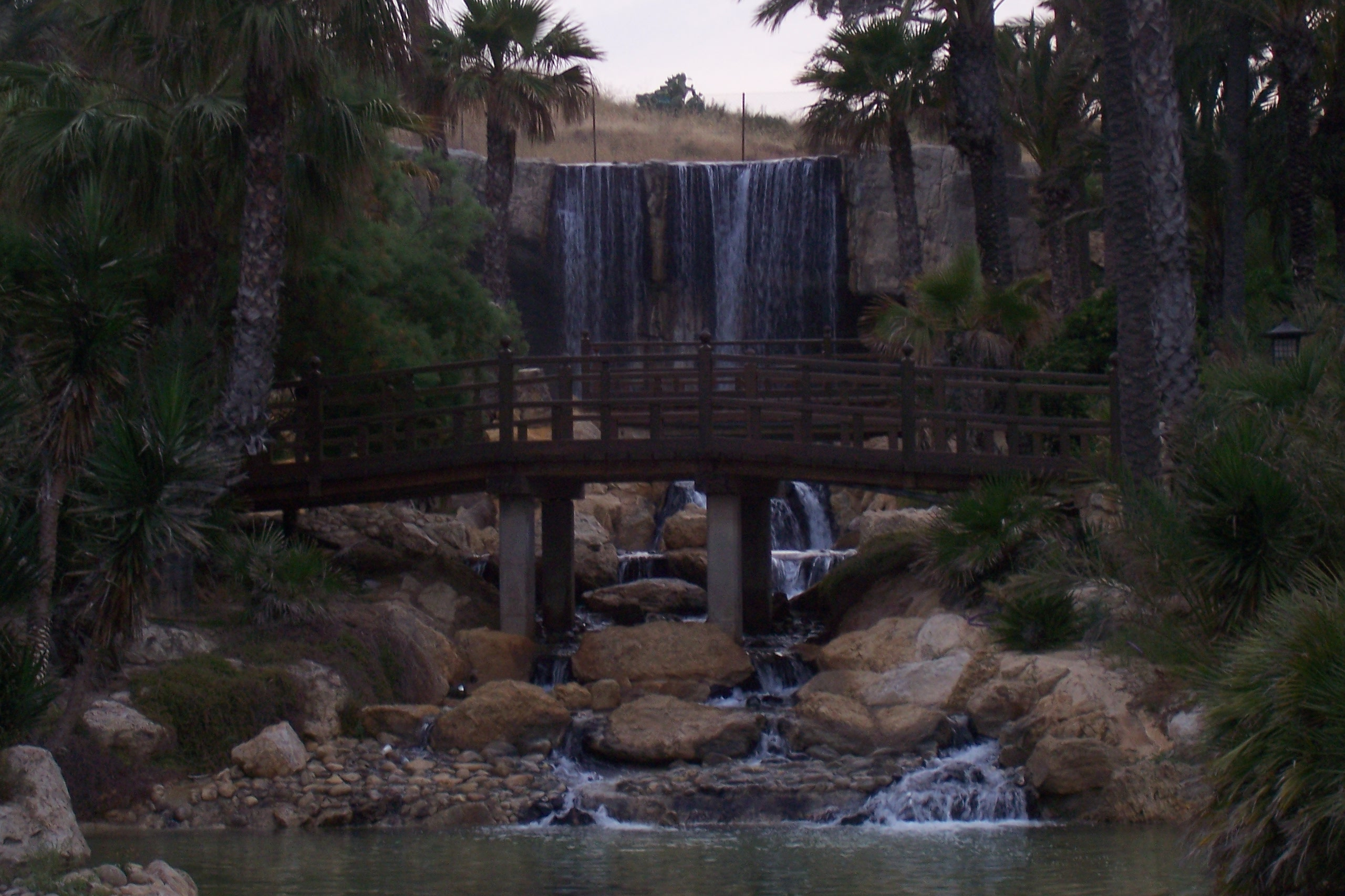
Cascada del parc

L'estructura física del Palmerar és conseqüència del seu origen: els cultius propis de l'horta organitzats segons una xarxa de séquies de reg, basses, camins, sendes i ribassos. Les palmeres es plantaven als marges segons una estructura d'horts, i creaven al seu torn un microclima interior especial favorable als cultius.
Aquesta manera de barrejar un territori típic d'una estructura d'horta on el terreny es puga conrear de formes rectangulars, queda dividit mitjançant pantalles de palmeres plantades en fileres a distàncies iguals i d'altura i edat similar que formen enfilades. En les últimes dècades, hi ha hagut algunes actuacions urbanístiques que han perjudicat l'hort original.
L'espai es va mantindre al marge de la ciutat, en un estat de total abandonament que el va portar quasi a la total degradació i pèrdua de les restes del Palmerar que encara existien.
En 1997 es va inaugurar el nou parc del Palmerar. En ell es van crear accessos i aparcaments, es va envoltar amb un mur de pedra, i es va intervindre a l'interior del Palmerar per introduir-hi elements com engrunsadors, quioscos, un circuit per a bicicletes i un circuit artificial d'aigua bombada des de la mar que emula un riu, un llac amb barques i una cascada. Això, encara que no va respectar els horts agrícoles, va aconseguir salvar el lloc.

## Vegetació

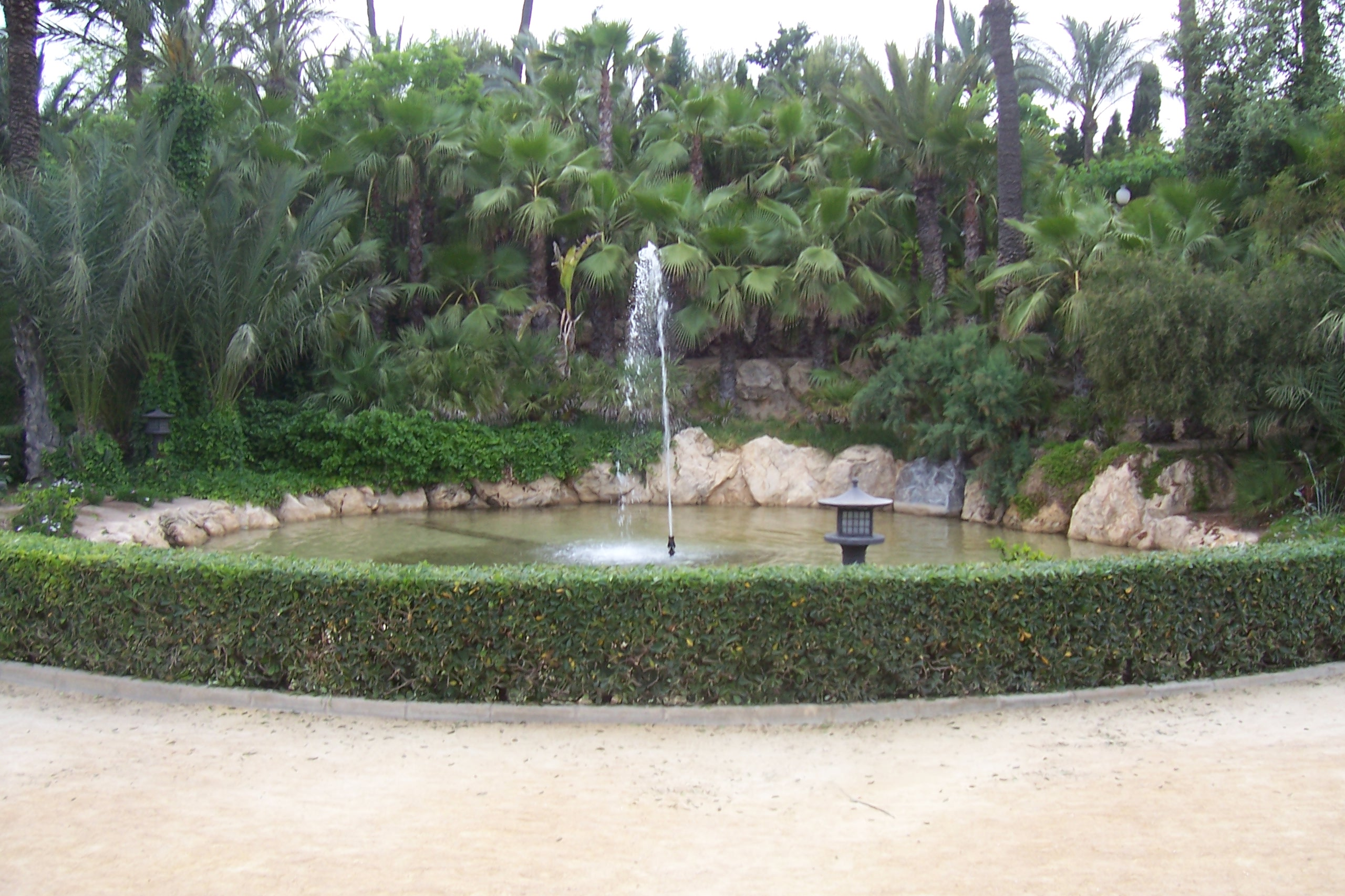
Font del palmerar

Aquest parc es caracteritza per tindre una gran vegetació autòctona, típica d'aquesta zona. Conté més de 7000 palmeres, de la família de les aracàcies. Les palmeres són monocotiledònies i arborescents, això vol dir que les fulles de la corona final de la tija estan dividides en forma de pinada. En aquest parc també hi ha palmeres datileres, també anomenades palmeres reials, les quals poden arribar a mesurar uns 20 m d'alt i de 30 a 40 cm d'amplària. Les seues fulles són de 6 a 7 metres de longitud. Els seus fruits són els anomenats dàtils, que són de color taronja, són carnosos i dolços i mesuren de 3 a 9 cm.

## Interior del parc

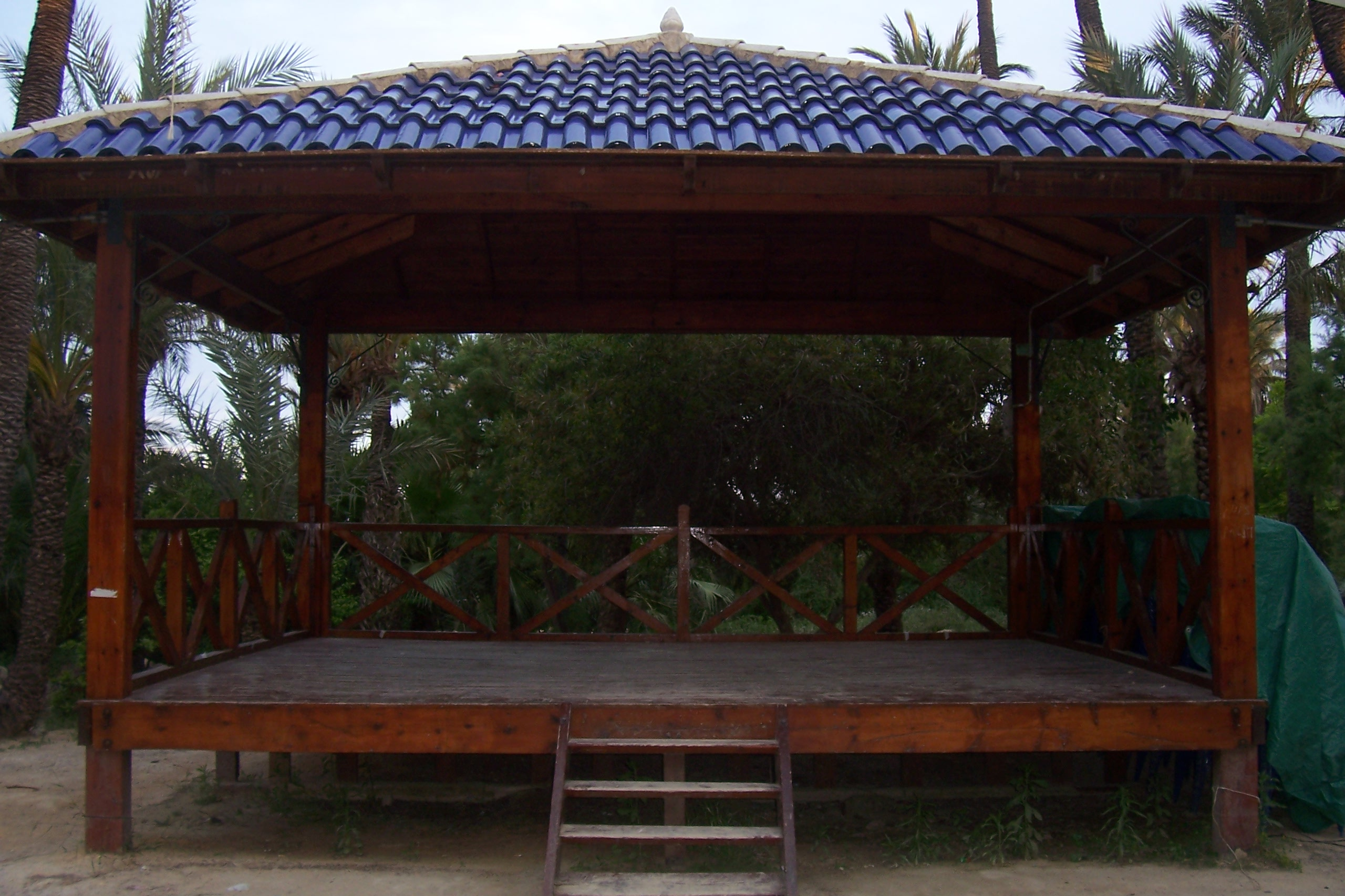
Templet del palmerar

A la fi del segle xx, el Palmerar anomenat com «El parc» o «El Carmen», propietat de Mariano Roca de Togores, comptava amb set mil palmeres. Amb les operacions de reforma i esdeveniments com a parc urbà, aquest nombre es va veure disminuït prop dels dos mil.

### Templet
El templet del parc del Palmerar va ser inaugurat a l'octubre de 1997, en aquest lloc es du a terme una programació d'actuacions d'animació, teatre infantil, titelles...